# Санчес, Лорена
Лорена Санчес (англ. Lorena Sanchez, род. 21 июня 1986 года) — американская порноактриса.

## Биография
Родилась 21 июня 1986 года в городе Сакраменто, штате Калифорния, США.

## Карьера
Лорена пришла в порноиндустрию в 2006 году в возрасте 20 лет и с того времени снялась в более чем 250 порнофильмах. Снималась в сценах, включающих мастурбацию, вагинальный, оральный секс, эякуляцию на лицо, глотание спермы, лесбийский и групповой секс. Её партнерами по съёмкам были почти 80 женщин и около 90 мужчин. Среди них: Алана Эванс, Алектра Блу, Алексис Тексас, Одри Битони, Ева Анджелина, Дженна Хейз, Катя Кассин, Моник Александер, Паулина Джеймс и другие.

## Премии и номинации
- 2008 номинация на AVN Award в категории «Лучшая актриса — видео» — Black Worm[3]
- 2008 номинация на AVN Award в категории «Лучшая новая старлетка»[3]
- 2008 номинация на Urban Spice Award в категории Freakiest Girl in Porn[4]
- 2010 номинация на AVN Award в категории «Лучшая сцена группового секса» — American Swingers[5]